# 제나 크레이머
제나 크레이머(Jana Kramer, 1983년 12월 2일 ~ )는 미국의 배우, 가수이다.

## 출연 작품
- 그녀들을 도와줘 - 샤이나 역
- 립타이드